# Aegeon propensalata
Aegeon propensalata is een garnalensoort uit de familie van de Crangonidae.